# Stefanie Löhr (Fußballspielerin, 1982)
Stefanie Löhr (* 14. Juni 1982) ist eine deutsche Fußballspielerin.

## Karriere

### Vereine
Löhr begann ihre Karriere als aktive Spielerin im Jahr 1999 beim FSV Frankfurt. Sie spielte dort vier Jahre, bevor sie 2003 zum SC 07 Bad Neuenahr wechselte. 2006 wechselte sie dann zum FFC Brauweiler Pulheim. Nach nur einem Jahr und dem Abstieg in die 2. Bundesliga hörte sie dort auf. Sie spielte danach für die unterklassigen Vereine Eintracht Frankfurt, Germania Pfungstadt und die SG Bornheim. Zur Saison 2013/14 kehrte Löhr in den höherklassigen Fußball zurück und spielte drei Jahre lang für den Zweitligisten ETSV Würzburg.

### Nationalmannschaft
Als Studentin nahm Löhr mit der Studentinnen-Nationalmannschaft des adh an der Universiade 2009 in Belgrad teil. Am 30. Juni, 3. und 4. Juli 2009 bestritt sie die drei Gruppenspiele gegen die Studentenauswahlmannschaften Koreas (0:4), Brasiliens (0:3) und Südafrikas (7:2). In den Platzierungsspielen Platz 9 bis 12 kam sie am 8. Juli beim 4:0-Sieg über die Auswahl Serbiens als Einwechselspielerin zum Einsatz.